# Berkeley Physics Course
Berkeley Physics Course este o serie de manuale universitare de fizică la nivel de studii de licență (undergraduate), scrise în majoritate de profesori ai Universității Berkeley din California. Proiectul a fost finanțat de National Science Foundation; primele două volume au fost publicate în anul 1965. Ca și The Feynman Lectures on Physics, acest proiect a fost dezvoltat în atmosfera de urgență creată în educația științifică occidentală de cursa spațială.

## Conținut
La cele cinci volume au contribuit Eugene D. Commins, Frank S. Crawford, Jr., Walter D. Knight, Philip Morrison, Alan M. Portis, Frederick Reif, Malvin A. Ruderman, Eyvind H. Wichmann, Charles Kittel și Edward Purcell.
- Vol. 1: Mecanică (Charles Kittel et al.)
- Vol. 2: Electricitate și magnetism (Edward M. Purcell)
- Vol. 3: Unde (Frank S. Crawford Jr.)
- Vol. 4: Fizică cuantică (Eyvind H. Wichmann)
- Vol. 5: Fizică statistică (Frederick Reif)